# Novyj Kalyniv
Novyj Kalyniv (in ucraino Но́вий Кали́нів?) è una città dell'Ucraina (4 243 abitanti) situata nel distretto di Sambir, nell'oblast' di Leopoli. Ospita l'amministrazione della comunità territoriale di Novyj Kalyniv, una delle comunità territoriali dell'Ucraina.